# Малыш (фильм, 1921)
«Малыш» (англ. The Kid) — американский немой семейный фильм 1921 года, первая полнометражная режиссёрская работа Чарльза Чаплина, занявшая второе место по кассовым сборам в 1921 году. Процесс создания этой картины был сопряжён с таким количеством событий, препятствий и приключений, что о нём самом можно было бы снять самостоятельный фильм. Задуманный как классическая для того времени короткометражка (20 минут), фильм, не имевший никакого сценария, в процессе его создания разросся до полнометражной картины. Во время завершающего этапа работы над фильмом жена Чаплина начала процедуру развода, чтобы защитить картину от ареста, режиссёру пришлось тайно вывезти со своей киностудии километры легковоспламеняющейся нитратной киноплёнки и ездить с ней по всей стране, монтируя фильм буквально «на коленке». Этот фильм побил все рекорды Чаплина на тот момент по всем возможным пунктам: продолжительности съёмок (154 дня), длительности монтажа (118 дней), финансовым затратам ($300–500 тыс.), расходам киноплёнки (более 100 км.), количеству сделанных дублей (более 2000), итоговой продолжительности картины (68 минут) и вырученной сумме ($1,5 млн). О режиссёрской требовательности Чаплина можно судить по тому, что в готовый фильм вошло менее 2 % отснятого материала — соотношение крайне нехарактерное для кинематографа того времени.

## Сюжет
Мать-одиночка оставляет новорождённого ребёнка в богатом автомобиле в надежде обеспечить ему лучшую жизнь. Тем не менее автомобиль угоняют два бандита. Обнаружив ребёнка на заднем сиденье, они оставляют его между помойных баков на свалке в трущобах.
Ребёнка случайно находит живущий в трущобах Бродяга. Совершенно не представляя, что делать с младенцем, но не желая оставлять его на помойке, он пытается подбросить его в чужую детскую коляску, отдать другим людям, но ничего из задуманного ему не удаётся. В конце концов Бродяга решает отнести ребёнка к себе в мансарду и назвать его Джоном.
Проходит пять лет. Малыш подрос и помогает Бродяге по хозяйству — они вместе зарабатывают на жизнь. Джон разбивает стёкла, а «случайно» оказавшийся рядом стекольщик-Бродяга ставит новые. Так продолжается, пока их не ловит на месте преступления полицейский. Бегство от полиции, драки с местными хулиганами, полуголодное существование — жизнь Бродяги и Малыша нельзя назвать лёгкой, но они отлично понимают друг друга и живут настоящей семьёй, как отец и сын.
Однако вскоре мальчик заболевает. Приглашённый врач обнаруживает, что Малыш не усыновлён и является по сути беспризорником. Он сообщает об этом в «Общество покровительства беспризорных детей», и чиновники под охраной полиции приходят в мансарду Бродяги, силой отбирают у него Джона и увозят в кузове грузовика. Бродяга догоняет автомобиль, почти чудом возвращает Малыша и скрывается с ним в ночлежке.
В это время мать Малыша, ставшая за это время известной актрисой и занимающаяся благотворительностью, помещает в газете объявление: нашедшему её сына обещано вознаграждение. Объявление попадается на глаза хозяину ночлежки, где прячутся Джон и Бродяга. Ночью, когда Бродяга засыпает, хозяин крадёт ребёнка и относит его в полицейский участок.
Проснувшись и не обнаружив Джона, Бродяга бросается искать его, но безуспешно. Измученный, он засыпает на крыльце своей мансарды, двери которой заколочены и опечатаны. Ему снится сон, что он и Малыш умерли и попали в Рай. В Раю всё так же, как и в жизни — те же трущобы, только увитые белыми цветами, те же бродячие собаки, те же бандиты и полицейские, только у всех у них теперь белые балахоны и ангельские крылья. Все ведут себя хорошо, никто Бродягу и Джона не обижает. Впрочем, по недосмотру апостола Петра в Рай проникают черти, которые провоцируют дебош. Ангел-полицейский пытается навести порядок, начинает стрелять и «убивает» Бродягу, отправляя его обратно на Землю.
Бродяга просыпается оттого, что его ухватил за шиворот полицейский. Его бросают в полицейскую машину и везут не в тюрьму, как можно было ожидать, а в какой-то богатый особняк. Здесь его ждут счастливые и благодарные Малыш и его мама.

## В ролях
- Чарльз Чаплин — Бродяга
- Джеки Куган — Малыш-Джон
- Эдна Пёрвиэнс — мать Малыша
- Карл Миллер — отец Малыша, художник
- Лита Грей — ангел-соблазнительница
- Чарльз Рейснер — хулиган
- Эстер Ралстон — девушка в Раю
- Том Уилсон — полицейский
- Альберт Остин — спящий в ночлежке / угонщик
- Генри Бергман — профессор Гуидо, импресарио / толстый горожанин / хозяин ночлежки / апостол Пётр
- Фрэнк Кампо — чиновник из "Общества покровительства беспризорных детей
- Ф. Блинн — шофёр чиновника
- Джек Куган (старший) — карманник в ночлежке / дьявол / зритель драки детей

Ассистентом режиссёра (без указания в титрах) выступил актёр А. Эдвард Сазерленд, ставший в будущем довольно известным кинорежиссёром.

### Вырезанные эпизоды
В 1971 году Чаплин выпустил обновлённую версию фильма, удалив из него несколько сцен с участием Матери Малыша.
- Мать Малыша наблюдает за молодожёнами.
  - Бьюла Бейнс — невеста
  - Китти Брэдбери — мать невесты
- Попытка Матери Малыша свести счёты с жизнью на мосту.
- Мать Малыша возвращается к оставленному ребёнку.
- Мать Малыша и Отец Малыша.
  - Джек Куган (старший) — гость на вечеринке

## Создание
В июне 1917 года после завершения работы в Mutual Чаплин подписал $1 000 000-контракт на съёмку 8-ми двухчастных короткометражных фильмов с только что основанной First National Exhibitors' Circuit, Inc., ассоциацией независимых владельцев кинотеатров. Условия этого соглашения были уникальными для кинематографа того времени: $125 000 за каждый фильм (с сохранением авторских прав) и возможность снимать их в своём ритме без жёстко заданных сроков. Контракт изначально планировалось завершить в течение года, однако его действие растянулось на долгие 6 лет. Для самого Чаплина этот контракт стал заключительным шагом к его полностью самостоятельной деятельности.
В том же году Чаплин приступил к строительству собственной киностудии, выкупив для этой цели у владельца местной фруктовой плантации на окраине Лос-Анджелеса (недалеко от бульвара Сансет) участок размером примерно 200x100 метров. Разделённый позже пополам на жилую (с домом, теннисным кортом и садом) и рабочую (с павильонами, мастерскими, проявочными) зоны, участок был застроен зданиями по индивидуальному проекту режиссёра. Строительство киностудии и её оснащение обошлось Чаплину в сумму около $100 000 (более $1 000 000 в пересчёте на современные деньги) и было полностью завершено к 1919 году, как раз к моменту начала съёмок «Малыша».

### В творческих поисках
Первые 3 фильма в рамках этого контракта, «Собачья жизнь», «На плечо!» и «Солнечная сторона», были сняты за 18 месяцев (по 6 месяцев на фильм), но затем процесс замедлился. Чаплин списывал это на трудности семейной жизни с Милдред Харрис, которые держали его в постоянном нервном напряжении и не давали сосредоточиться на работе. Этот брак был достаточно скандальным и противоречивым, Милдред было всего 17 лет и Чаплину пришлось жениться на ней из-за её предполагаемой беременности, которая впоследствии не подтвердилась. Однако вскоре Милдред по-настоящему забеременела, что дало Чаплину новые идеи относительно сценариев. Критики отмечали, что душевное состояние Чаплина в этот период находило прямое отражение в его творчестве.
Чаплин начал серьёзно работать с детьми за год до этого — для картины «На плечо!» была снята семейная сцена, с которой и должен был начинаться фильм, но планы изменились и эпизод не вошёл в окончательную его версию. Тема тягот семейной жизни и трудностей отцовства теперь стала основой нового фильма Чаплина, который был наконец задуман и даже получил название «Пикник Чарли» («англ. Charlie's Picknic») — один выходной день из жизни отца большого семейства. Чаплин с воодушевлением тестировал детей на студии, были расписаны роли и распределены бюджеты, активно шли съёмки.

### Джек и Джеки Куганы
Где-то в этот период и состоялась первая встреча Чаплина с Джеки Куганом, описанная им в своей автобиографии.

…Чтобы отвлечься, я пошёл в «Орфеум». Там выступал какой-то танцор-эксцентрик, ничем особенным не отличавшийся. Закончив номер, он вывел на сцену своего четырёхлетнего сына. Мальчик поклонился публике вместе с отцом, а потом вдруг сделал несколько забавных движений, посмотрел на зрителей, помахал рукой и убежал. Публика была в восторге, и мальчику пришлось снова выйти на сцену. На этот раз он исполнил другой танец, который мог бы произвести неприятное впечатление, если бы не исполнитель. Но Джеки Куган был очарователен, и зрителям танец очень понравился. Что бы он ни делал, этот малыш, всё в нём было очаровательно.

Чаплин постоянно находился в поиске тем для будущих фильмов и хватался за любые идеи и шансы, когда же стало известно, что его сотрудники были знакомы с Куганами, он решил попробовать задействовать ребёнка в киносъёмочном процессе и протестировать его актёрские способности на практике. Чаплин передал родителям мальчика записку с просьбой прийти в холл  Отеля Александрия, где он периодически проживал и назначал важные встречи. Куганы были очень удивлены, что такой известный человек как Чаплин проявил интерес к их ребенку. Джеки уже имел опыт съёмок в кино, поэтому его родители сразу же согласились. Чаплин тестировал Джеки несколько дней, продолжая работу над своим фильмом. Но потом он внезапно потерял интерес к ребёнку, ещё раз удивив Куганов, теперь уже тем, что не заплатил им ни цента за проделанную Джеки работу.
Чаплин забросил съёмки и погрузился в депрессию из-за семейной трагедии: его первый ребёнок, сын Норман Спенсер Чаплин, родился 7 июля 1919 года, но прожил всего несколько дней. Однако контракт диктовал свои условия и Чаплин должен был продолжать снимать. Он решает вернуться к своей классической сюжетной линии. Новая идея вращалась вокруг брошенного новорождённого ребенка, которого бездомный встречал на улице, и, не решившись пройти мимо, временно становился ему приёмным отцом. Было снято несколько эпизодов, но идея не нашла продолжения.

…Я вспомнил о нём примерно через неделю, когда сидел в павильоне, окружённый актёрами, и раздумывал над темой будущей картины… Я стал рассказывать об увиденном в «Орфеуме», упомянул о мальчике Джеки Кугане, который вышел с отцом на вызовы зала. Тут кто-то сказал, что читал в утренней газете, что Роско Арбакль пригласил Джеки Кугана сниматься в его фильме. Эта новость словно громом поразила меня. Боже мой! Как же я об этом не подумал? Конечно, он был бы великолепен на экране! И я начал придумывать трюки и сюжетные ситуации, в которых мог бы с ним сыграть…

Джеки мог сыграть повзрослевшего ребёнка, и это уже могло стать основой хорошего фильма.
Позже стало известно, что Роско Арбакль в действительности пригласил сниматься не Джеки, а его отца в фильме «Деревенщина» (англ. The Hayseed), так что ничего не помешало Чаплину реализовать свою задумку. Чаплин заключил договор с Куганом-старшим, получив тем самым возможность снимать Кугана-младшего. Первое время он оплачивал работу Джеки в размере $45 в неделю, а затем, когда к процессу присоединился и его отец, также сыгравший в фильме несколько сцен, эта сумма была увеличена до $75 в неделю.

### Съёмки фильма
Приступая к съёмке, Чаплин заявил: «Я хочу создать серьёзный фильм, который под комическими и шутливыми эпизодами скрывал бы иронию и сатиру и вызывал чувство сострадания».
Изначально фильм получил название «Беспризорный» (англ. The Waif), однако уже в процессе работы над ним Чаплин переименовал его в «Малыш» (англ. The Kid).
Съёмки фильма начались в конце июля 1919 года и проходили как на территории киностудии Чаплина, где под открытым небом были сооружены декорации основных сцен (лачуги бродяги, городских трущоб и ночлежки), так и на улицах Лос-Анджелеса, преимущественно в его исторических районах Китайского квартала и Плаза.
- Роддом в начале фильма — кампус Оксидентал-колледжа [34°07′38″ с. ш. 118°12′39″ з. д.HGЯO].
- Мать Малыша наблюдает за молодожёнами — вход киностудии Чаплина [34°05′48″ с. ш. 118°20′38″ з. д.HGЯO].
- Мать Малыша в парке — Парк Лафайетт [34°03′43″ с. ш. 118°17′00″ з. д.HGЯO].
- Мать Малыша на мосту — Мост Колорадо-стрит [34°08′41″ с. ш. 118°09′49″ з. д.HGЯO] в городе Пасадина, имевший репутацию «моста самоубийц».
- Мать Малыша встречается с Отцом Малыша — дом Энни Стимпсон (англ. Annie Stimpson) по адресу бульвар Вест Адамс, 825 (англ. 825 West Adams Blvd.) [34°01′50″ с. ш. 118°16′51″ з. д.HGЯO].
- Богатый дом, рядом с которым мать Малыша оставляет ребенка — дом в историческом престижном районе по адресу Фрэмонт-Плэйс, 55 (англ. 55 Fremont Place) [34°03′38″ с. ш. 118°19′37″ з. д.HGЯO], построенный в 1915 году нефтяным магнатом Мартином Мозье (англ. Martin Henry Mosier), в 1979-1986 годах здесь жил Мухаммед Али[18].
- Бродяга находит ребёнка — Восточная Кауенга Аллея (англ. East Cahuenga Alley) или (англ. EaCa Alley) [34°06′02″ с. ш. 118°19′45″ з. д.HGЯO], исторический памятник, популярное место съёмок немых фильмов у Бастера Китона, Гарольда Ллойда и самого Чаплина.
- Бродяга с ребёнком и канализационный люк, Отец Малыша сжигает фотографию — киностудия Чаплина.
- Бродяга и Малыш за работой, Сцены с угонщиками, Погоня — исторические районы трущоб и промышленных окраин Китайского квартала Лос-Анджелеса (квартал был снесён в 1930-х годах для строительства Станции и вокзала Юнион) и Плаза.
- Воссоединение после погони в кузове грузовика — улица Олвера, 17 (англ. 17 Olvera Street) [34°03′28″ с. ш. 118°14′17″ з. д.HGЯO]. Кирпичное здание на заднем плане — «Pelanconi House», винодельня, старейшее кирпичное здание Лос-Анджелеса, в 1924 году переделанное под ресторан «La Golondrina».
- Богатый дом матери Малыша в конце фильма — особняк на углу бульвара Уилшир (англ. Wilshire Blvd.) (дом не сохранился).

Никакого сценария у фильма не было, все сцены придумывались непосредственно в процессе работы над картиной («Когда очередная сцена была завершена, мы просто сидели и ждали, когда Чаплин придумает новую» — будет рассказывать Джеки журналистам уже будучи взрослым). Чаплину пришлось потратить немало времени, чтобы найти подход к маленькому актёру — имевший опыт выступлений на сцене, перед камерой в отсутствие зрителей и не чувствуя их реакции, он выглядел неестественно. От многих интересных сцен позже пришлось отказаться по этой причине. Одной из самых сложных оказалась сцена драки детей, её переснимали 50 раз. В этом фильме использовался только естественный солнечный свет, так что съёмки начинались, когда на улице рассветало достаточно для качественной засветки плёнки, в дождливый или сумеречный день работы не проводились.
Чаплин снимал фильм в свойственной ему манере, делая столько дублей, сколько считал необходимым, доводя каждую сцену до совершенства и не задумываясь над тем, сколько времени или киноплёнки на это потребуется. Траты на киноплёнку были огромными и составляли значимую часть расходов фильма, особенно учитывая тот факт, что большинство сцен снимались двумя камерами одновременно. Каждую сцену режиссёр усложнял до максимально возможного, пробуя различные варианты развития действия и логического завершения. Многое также зависело от настроения Чаплина, он мог снимать весь день, а затем устроить двухнедельный перерыв, пока придумывал следующие сцены и готовил для них декорации. Но было здесь и что-то ещё. Многие отмечали, что Чаплин буквально растворился в этом фильме, спрятавшись от забот и проблем реальной жизни.
Из-за отсутствия чёткого плана, после завершения съёмок, которые заняли 158 рабочих дней, на руках у Чаплина оказалось несколько тысяч никак не связанных между собой дублей. Каждая сцена имела множество вариантов развития сюжета, и всё это предстояло скомпоновать вместе на следующем этапе во время монтажа.

### «Удовольствия Дня» («A Day's Pleasure»)
Чаплин настолько увлёкся съёмками, что нарушил все разумные сроки сдачи работы, и его контракт со студией «First National» оказался под угрозой расторжения.
Несмотря на то, что контракт позволял Чаплину снимать без ограничений по времени, «First National» начала проявлять беспокойство, когда через полгода не получила от него готовый фильм. Кино в то время было очень быстрым бизнесом и «First National», сделав в 1917 году ставку на Чаплина, теряла большие деньги, ожидая по полгода обещанные им фильмы. Всего пару лет назад Чаплин снимал по несколько фильмов в месяц и руководство «First National» не могло понять, почему на создание короткометражки теперь требуется так много времени.
В рамках этого контракта Чаплин не только затягивал сроки сдачи картин, но и периодически требовал от «First National» дополнительных денег на создание фильмов. А в начале 1919 года произошло событие, которое и вовсе изменило интерес Чаплина к этому контракту — основание «United Artists», ставшее вынужденным ответом Дэвида Гриффита, Дугласа Фэрбенкса, Мэри Пикфорд и самого Чаплина на планы крупных киностудий объединиться и создать нечто вроде картеля. «United Artist» была задумана как организация, способная взять на себя всю бумажную, финансовую и юридическую волокиту, связанную с кредитованием, сопровождением и реализацией картин в прокате. Теперь Чаплин мог бы снимать фильмы полностью самостоятельно, если бы не этот контракт, который, несмотря на выгодность, стал его тяготить. Чаплин даже попытался выкупить оставшуюся часть контракта, но получил отказ.
В конечном итоге руководство ассоциации пришло к выводу, что Чаплин их обманывает, снимая другой фильм и, видимо, для другого заказчика. Специальная комиссия посетила киностудию Чаплина и убедилась в этом лично. Чаплин дал им гарантии, что этот фильм также снимается в рамках их совместного контракта, а задержки списывал на творческий процесс, который невозможно было контролировать, а также нежеланием возвращаться к своему прежнему уровню съёмок. Тем не менее, «First National» потребовала от Чаплина обещанный им ранее фильм, иначе контракт пришлось бы расторгнуть. Так что работу над «Малышом» пришлось приостановить и вернуться к предыдущей задумке — «Пикник Чарли». Фильм был практически снят заново, он получил новое название «Удовольствия Дня» и новый сюжет, был завершён всего за пару недель. Чаплин задействовал в нем и Джеки, но всего в нескольких незначительных эпизодах.

### Воспоминания Джеки Кугана
В 1927 году, через 8 лет после съёмок в фильме «Малыш», 13-летний Джеки Куган поделился с журналистами своими воспоминаниями:

Когда мы начали снимать фильм «Малыш», это был Мистер Чаплин, кто придумал мой наряд...
Итак, там был свитер. Это был ужасный свитер. Он принадлежал мистеру Чаплину в далёком прошлом, провисев в одном из шкафов киностудии примерно семнадцать лет, скрытый от посторонних глаз. Он был покрыт плесенью и остатками десятков тортов с кремом, — почётными шрамами, с тех времён, когда они кидались тортами, если хотели выглядеть смешными. Мистер Чаплин снял его осторожно с гвоздя и вынес оттуда, держа его между большим и указательным пальцем, подобно мёртвой крысе или чего-то в этом роде...
Следующей вещью была кепка. Мистер Чаплин думал и думал, и, наконец, вспомнил, что у него есть огромная кепка, которую он надевал на рыбалку... Он вонзил десятисантиметровую булавку в её край, собрав её на моём лбу козырьком с одной стороны.
Затем нужны были брюки. Даже «Малыш» не мог бегать без штанов на протяжении шестикатушечного фильма. Но это была задачка найти что-то подходящее, что составило бы достойную компанию этой кепке и свитеру. Вначале мистер Чаплин решил, что для этой цели подойдет комбинезон, но нам никак не удавалось найти такой, который бы выглядел достаточно плохо.
Одним утром, когда он ломал голову над этим, Бенни Зелдман, продюсер, проходил мимо. Мистер Зелдман не то чтобы слишком большой человек, однако он особенно талантив относительно штанов. Мистер Чаплин воодушевился.
«Есть у тебя старые штаны?» — крикнул он Бенни.
«Эти достаточно старые?» — прокричал Бенни в ответ. «Когда они вам нужны?»
«Прямо сейчас» — сказал Чарли. И он препроводил Мистера Зелдмана в комнату для переодевания. Как только подходящие брюки были принесены, Чарли отрезал штанины от брюк и вырезал несколько отверстий, чтобы их состарить. Когда всё было завершено, они выглядели достаточно ужасно.
Обувь была моим вкладом в костюм, но Мистер Чаплин добавил к ней несколько художественных прикосновений, разрезав их так, чтобы мои пальцы могли торчать из них. Они стали настолько комфортными после этого, что я хотел носить их всё время...
... потребовался год и два дня, чтобы завершить фильм, и у нас было ужасное время, чтобы сохранить эту одежду от рассыпания на части.
Муди-дорогая [мать Джеки] дни напролёт держала свою косметичку наготове и зашивала мои лохмотья. Мы должны были сохранять эту одежду даже более тщательно, чем мою лучшую парадную одежду. Вот почему, как вы знаете, мы действительно использовали её на протяжении всего фильма «Малыш» и затем взяли с собой для последующего применения.

Джеки однажды устроил на съёмочной площадке настоящий переполох, когда в самый разгар процесса внезапно исчез с её территории. Главного актёра фильма искали всей киностудией, пришедшими на подмогу добровольцами и была вызвана даже полиция.

...И я помню очень отчётливо, что Муди написала, что она никогда не надеялась на порку, и что меня никогда не пороли, кроме одного раза. Она ничего не сказала об этом разе, но я помню это. О, да. Ничего себе!
Это возвращает нас во времена фильма «Малыш» Чарли Чаплина. Мне было всего пять, и я играл вокруг декораций между дублями. Неподалёку был водоём, который они использовали в некоторых сценах, а рядом с ним были сложены старые лодки, доски и прочее. Я решил, что это будет хорошая шутка, если спрятаться и не выйти, когда они будут звать меня для следующего дубля.
Так что я спрятался, и когда услышал их крики: «Джеки! Джеки! Сцена ждёт — ау-у!!!», стал ждать. Я затаился и не двигался.
Довольно скоро вокруг стало очень шумно, и все бегали вокруг, затем они начали кричать, и, наконец, я услышал даже чей-то плач. Я очень боялся выходить тогда. Я ждал момента, чтобы выйти и притвориться, что я ничего не слышал.
Но папочка нашёл меня.
Он вытащил меня наружу и сказал спокойным, тихим, уверенным тоном, каким он говорил всегда, когда был очень зол: «А сейчас, мистер Куган, шагом марш. Я дам тебе кое-что, чтобы ты запомнил».

Уже будучи во взрослом возрасте Джеки рассказал, что Чаплин до этого постоянно учил его, как нужно придумывать различные трюки и неожиданно удивлять ими окружающих. Ему очень хотелось проявить себя и показать, что он также может придумать хороший трюк, но его первый самостоятельный режиссёрский опыт получился не очень.

## Монтаж
Чаплин не смог в полной мере воспользоваться возможностями своей новой киностудии во время монтажа «Малыша». Его семейная жизнь окончательно развалилась и, в начале августа 1920 года, в самый неподходящий момент, Милдред начала бракоразводный процесс. Развод не стал неожиданностью для Чаплина и поначалу не предвещал проблем, с женой удалось обо всём заранее договориться: Милдред попросила всего лишь небольшую сумму ($25 000) на содержание матери, Чаплин, в свою очередь, предложил ей гораздо больше — $100 000 с условием, что она не будет претендовать на недвижимость и что-либо ещё. Милдред согласилась, но в последний момент отказалась подписать документы. Теперь же её адвокаты спешно описывали их совместное с Чаплином имущество.
Чаплин был уверен, что Милдред попала под влияние адвокатов «First National» (у Милдред также был контракт с этой киностудией), которые знали о его крупном проекте и то, что он потребует за фильм большую сумму, которую они платить не хотели, и, видимо, решили действовать через его жену. Над фильмом нависла угроза ареста — Милдред могла заявить свои законные права на половину его стоимости. Адвокаты Чаплина рекомендовали ему завершить все активные действия на киностудии, а её саму сдать в аренду, чтобы избежать ареста недвижимости. Чтобы развод не помешал Чаплину завершить работу над фильмом, киноплёнку было решено тайно вывезти в один из соседних штатов (Юта), где законы Калифорнии относительно общей собственности супругов не действовали.
Все сборы производились в большой спешке. Киноплёнка общей длиной более 100 км. была спрятана в жестяные банки из-под кофе и размещена в 12-ти деревянных ящиках. Замаскированный груз отправили в Солт-Лейк-Сити поездом, куда последовал и Чаплин вместе со своими кинооператорами Ролли Тотеро и Джеком Уилсоном. Особенно трудно это путешествие далось Чаплину, он был вынужден полностью полагаться на свою команду и применять маскировку, чтобы не быть узнанным. В эту поездку он выгреб всё содержимое своего сейфа с документами, предполагая, что ему придётся покинуть страну и отплыть в Европу, где в спокойной обстановке он сможет завершить работу над фильмом.
Перевозка большого объёма нитратной киноплёнки подобным способом была рискованной авантюрой. В то время в её основе применялась нитроцеллюлоза, которая была чрезвычайно активна и огнеопасна — высокая температура, вибрация, трение или удар могли спровоцировать её самовозгорание и даже взрыв. Ставки были очень высоки, Чаплин мог потерять не только фильм, но и, возможно, свободу — возгорание груза неизбежно привело бы к нанесению материального ущерба (потушить загоревшуюся плёнку было практически невозможно, в процессе горения она выделяла кислород и множество других горючих и токсичных газов, поддерживавших горение; плёнка могла гореть даже под водой).

### «Hotel Utah» в Солт-Лейк-Сити, штат Юта
Первый этап монтажа фильма, занявший несколько недель, происходил в атмосфере секретности в тесных условиях одного из номеров Отеля Юта, с нарушением всех правил, буквально «на коленке», без необходимых инструментов и приспособлений. Тогда была сформирована структура фильма, отобраны эпизоды, придуманы заголовки и титры.

Мы разложили киноплёнку, использовав всю имеющуюся в номере мебель: ролики лежали на подоконниках, комодах и шкафах. Мы действовали вопреки правилам пожарной безопасности, запрещающим держать в номерах гостиниц легковоспламеняющийся материал, так что приходилось работать тайно. В таких условиях я монтировал «Малыша». Нам надо было просмотреть больше двух тысяч дублей, а иногда один из них вдруг терялся, и, хотя они были, конечно, пронумерованы, нам приходилось часами искать его на кровати и под кроватью, или в ванной, пока он, наконец, не находился.
Чем ближе работа над фильмом приближалась к своей кульминации, тем чаще Чаплина одолевали сомнения. Он работал над фильмом так долго, что просто потерял возможность адекватно оценить свою работу, это могли сделать только настоящие зрители. Чаплин решил устроить предварительный показ сцен фильма, договорившись с одним из местных кинотеатров. Первыми зрителями «Малыша» стали ничего не подозревавшие жители Солт-Лейк-Сити, пришедшие на очередной киносеанс. Чаплин в это время тайно находился в зрительном зале и наблюдал за реакцией публики.

### «Blue Moon Film Company» в Бейонн, штат Нью-Джерси
Завершить монтаж фильма без использования специализированного оборудования было невозможно, поэтому на втором этапе предстояло найти подходящую частную киностудию. Сотрудники Чаплина были знакомы с независимым продюсером Дэвидом Хорсли (англ. David Horsley), у которого была своя съёмочная площадка в городе Бейонн, штат Нью-Джерси. Его киномастерские в то время простаивали без дела, поэтому не составило труда договориться об их аренде.
Чаплину и его команде вновь пришлось перевозить киноплёнку всё тем же способом, на этот раз через всю страну в другой её конец, за 3500 километров. Такая поездка по железной дороге в то время могла занять несколько дней (в зависимости от выбранного класса) и предполагала транзитные пересадки. Поскольку они перемещались под юрисдикцию других штатов, снова появлялся риск ареста фильма, приходилось маскироваться и быть начеку. По прибытии в Нью-Йорк был арендован грузовой автомобиль и до киномастерских в Нью-Джерси ящики с киноплёнкой перевозили по городским пробкам под палящим солнцем, а часть пути пришлось проделать на пароме. Работа на киностудии заняла несколько дней, отобранные ранее сцены были объединены вместе, на киноплёнку были наложены титры, был сформирован готовый фильм.
Позже стало известно, что меры по защите фильма были предприняты не зря, адвокаты Милдред буквально следовали по пятам Чаплина и неоднократно пытались не только войти в сговор с работниками киностудии, чтобы конфисковать картину, но и банально украсть фильм.
Монтаж фильма занял 118 рабочих дней.

## Сделка
К моменту завершения «Малыша» Чаплин был уверен, что это его лучшая на тот момент работа. Проект перерос свою первоначальную задумку, превратившись из короткометражки в полноценный 7-частный фильм, на создание которого было потрачено 18 месяцев напряжённой работы и $300–500 тыс. (более $6 000 000 в пересчёте на современные деньги). Чаплину теперь оставалось только выгодно продать его, что представляло собой непростую задачу, особенно учитывая его желание досрочно завершить контракт с «First National» (если бы удалось добиться зачтения этого фильма за 4 двухчастных).
«First National» ожидала от Чаплина классическую короткометражку и не была готова приобрести полнометражный фильм (широкий метр был не свойственнен предпочтениям зрителей того времени, а также требовал другого подхода в его продвижении: предварительной подготовки аудитории, более дорогой рекламной кампании и т.д.). «First National» также не желала закрывать эту сделку с Чаплином, пока он находился в процессе развода с Милдред (её адвокаты впоследствии могли признать сделку недействительной). В то же время сам Чаплин, опасаясь конфискации картины адвокатами Милдред, отказывался покидать Солт-Лейк-Сити и подписывать какие-либо бракоразводные документы до получения денег. Не добившись никакого результата, Чаплин даже рассматривал продажу «Малыша» другой киностудии, хотя «First National» считала это незаконным (поскольку между ними действовал эксклюзивный контракт, всё, что было снято Чаплином в этот период, ассоциация считала своей собственностью). Аппетиты Милдред также росли с каждым днём, теперь она хотела уже половину от всего состояния Чаплина, включая недвижимость. Разбираться в тонкостях ситуации предстояло адвокатам всех сторон.
В какой-то момент «First National» всё же пошла на уступки и предложила Чаплину оформить этот фильм отдельной сделкой, сохранив прежние условия контракта и оплаты. Она согласилась зачесть «Малыша» за несколько короткометражек, но только в финансовом отношении, оценив фильм в $500 000. Чаплина не устроила эта сумма, ему нужно было не только компенсировать свои расходы, но и получить прибыль, которая бы пошла на создание следующего фильма. Неизвестным также был исход бракоразводного процесса, Милдред могла получить не только половину от этой сделки, но и вообще половину всего состояния Чаплина (которое на тот момент оценивалось в $3 000 000). Так что Чаплин запросил за фильм $1 500 000.
После долгих переговоров сторонами было достигнуто компромиссное решение: «First National» согласилась дополнительно к оговоренной в контракте сумме выплатить Чаплину 70 % от всей выручки с реализации этого фильма в течение 2-х следующих лет. Чаплину был выдан аванс в размере $1 500 000 (более $18 000 000 в пересчёте на современные деньги), выплаты которого производились несколькими чеками, первый из которых составил $500 000 в момент передачи фильма. К началу 1923 года, когда права на фильм полностью вернулись к Чаплину, «First National» отчиталась о заработанных на прокате этого фильма $1 400 000. В своей автобиографии Чаплин позже указал, что права на этот фильм были переданы «First National» сроком на 5 лет, первые несколько лет она забирала себе всю выручку, пока полностью не компенсировала выданный ему аванс, а затем отдавала ему 50 % от своего дохода с реализации картины в прокате. Дальнейшей реализацией «Малыша» занимался сам Чаплин, фильм вскоре вышел на международный уровень и был приобретён большинством стран мира.
Бракоразводный процесс Чаплина также был завершён, Милдред получила всего лишь около $200 000 и ни цента за этот фильм или что-либо ещё. Милдред объяснила журналистам, что ей вообще ничего не нужно было от Чаплина, а всю эту раздутую шумиху вокруг бракоразводного процесса она списала на действия адвокатов, которые оказывали на неё влияние.
Несмотря на получение крупной суммы за «Малыша», Чаплин остался разочарован отношением «First National» к делу. Он считал, что ассоциации следовало быть более вовлечённой в процесс создания фильмов, хотя бы в частности выделения денег — невозможно снимать шедевры, не имея достаточных финансов и возможности самостоятельно распоряжаться ими. Чаплину в то время постоянно не хватало денег на съёмки, взять их было неоткуда, кроме как от предыдущих контрактов, — ни один банк не выдал бы Чаплину кредит под обещание «снять фильм». «First National» до этого момента придерживалась мнения не вмешиваться в дела режиссёра и просто приобретать готовые фильмы по заранее оговорённой цене. Чаплину также не удалось добиться завершения контракта, так что перспективы его самостоятельной деятельности сдвигались на неопределённый срок — для «First National» предстояло снять ещё несколько фильмов. С Джеки Куганом пришлось расстаться, и он был отпущен в свободное плавание.
Чаплин снимет Джеки Кугана ещё в одном своём фильме — Хороший и дружественный («англ. Nice and Friendly») (1922). Картина не предназначалась для публичного показа и представляла собой 11-минутный скетч, своеобразный свадебный подарок для графа Луиса Маунтбеттена и его супруги Эдвине Эшли, которые свой медовый месяц проводили в Голливуде.
Даже если бы Чаплин и захотел продолжить сотрудничество с Джеки Куганом, он уже просто не мог этого сделать. После завершения фильма и бракоразводного процесса он отплыл в Европу, а когда вернулся, момент уже был упущен. Маленького актёра прибрали к рукам другие продюсеры и режиссёры, подписав с ним долгосрочный контракт. Тем не менее, Чаплин стал постоянным гостем в доме Куганов, он давал им полезные советы и рекомендации, а маленького актёра буквально завалил подарками, скупив в местных игрушечных магазинах всё, что было только можно. На все подарки он наносил надпись «Моему другу и партнёру от Чаплина».

## Релиз
Предварительный показ отдельных эпизодов «Малыша» без специального уведомления был организован Чаплином ещё в процессе монтажа фильма в Солт-Лейк-Сити, чтобы оценить реакцию зрителей. Так что первыми зрителями фильма, у которого ещё не было титров, стали ничего не подозревавшие жители этого города, посетившие обычный, казалось бы, киносеанс.
После того как «Малыш» был полностью завершён, Чаплин неоднократно устраивал его закрытые показы для избранной аудитории (сотрудников киностудий, продюсеров, друзей, кинокритиков и потенциальных покупателей).

### Премьера и прокат в США
Официальная премьера фильма состоялась 21 января 1921 года в Нью-Йорке, в концертном зале Карнеги-холл, на ежегодной церемонии Национального совета кинокритиков США, «Малыш» выступил в роли информационной и финансовой поддержки их проекта Детского Фонда.
Фильм не спешили выпускать в открытый прокат, разрекламированную картину первое время показывали для привилегированной аудитории в элитных отелях и частных клубах, на приватных мероприятиях с целью извлечения максимальной прибыли. Прокатчики выставили очень высокую цену арендной платы для кинотеатров за этот фильм, поэтому он показывался ограниченными сеансами, билеты на которые раскупались по предварительному бронированию. Только через месяц, в марте 1921 года, когда зрительский интерес был изучен и цены на аренду фильма для залов были скорректированы, фильм стал доступен для большинства обычных зрителей. Стоимость билета на сеанс варьировалась в зависимости от города, расположения и вместимости кинотеатра, времени суток, но в общем составляла привычные 15-75 центов. «Малыш» активно демонстрировался на киноэкранах около 6-ти месяцев. 
Даже спустя несколько лет после премьеры фильм можно было по-прежнему увидеть в отдельных кинотеатрах, между которыми даже было организовано нечто вроде соревнования, никто не хотел попасть в список залов, которые еще не показывали «Малыш».
«Малыш» показывал в прокате невероятные успехи и стал вторым по кассовым сборам фильмом 1921 года, уступив первенство фильму Рэкса Ингрэма «Четыре всадника Апокалипсиса» с Рудольфом Валентино.
Эта версия фильма является общественным достоянием. Современным зрителям она была практически незнакома до появления её цифровых копий.

### Международный прокат
Международная премьера фильма «Малыш» стартовала в Великобритании 12 марта 1921 года. Фильм активно приобретался другим странами несмотря на его высокую стоимость. Зрители в СССР смогли увидеть этот фильм в кинотеатрах только в послевоенное время, в 1950-х, хотя неофициально он демонстрировался и в 1920-х для избранной аудитории.
Названия фильма «Малыш» под которым он демонстрировался и даты премьерных показов в некоторых странах:
- Австралия: «The Kid» (апрель 1922)
- Аргентина: «El chico El Pibe» (апрель 1921)
- Бельгия: «De guit De kid», «Le gosse Le kid» (13 января 1922)
- Болгария: «Хлапето» (10 июля 1924)
- Бразилия: «O Garoto» (6 мая 1921)
- Великобритания: «The Kid»: (12 марта 1921)
- Венгрия: «A kölyök» (22 августа 1924)
- Германия: «Der Vagabund und das Kind» (9 ноября 1923)
- Греция: «Το χαμίνι» (26 ноября 1923)
- Дания: «The Kid» (14 марта 1922)
- Египет: «Altefl» (22 декабря 1922)
- Испания: «El chico El xicot catal» (14 октября 1922)
- Италия: «Il monello» (26 ноября 1923)
- Канада: «The Kid», «Le gosse» (март 1921)
- Китай: «寻子遇仙记» (29 апреля 1928)
- Мексика: «El chico» (16 ноября 1922)
- Нидерланды: «The Kid» (15 мая 1922)
- Норвегия: «Småen» (27 марта 1922)
- Польша: «Brzdąc» (6 ноября 1921)
- Португалия: «O Garoto de Charlot» (28 мая 1923)
- Румыния: «Piciul» (27 апреля 1923)
- Турция: «Yumurcak» (6 февраля 1921)
- Уругвай: «El pibe» (3 августа 1922)
- Финляндия: «Chaplinin poika» (30 апреля 1923)
- Франция: «Le Kid» (5 апрель 1922)
- Швеция: «Chaplins pojke» (20 марта 1922)
- Эстония: «The Kid» (19 сентября 1924)
- Япония: «キッド»

### Обновлённая версия 1971 года
В 1971 году, за шесть лет до кончины, Чаплин выпустил в прокат обновлённую версию «Малыша», чтобы не потерять авторские права на него. По законам того времени (Copyright Act of 1909), зарегистрированные авторские права на «Малыш» сохранялись за Чаплином в течение 28-ми лет с момента его первого публичного показа (премьера фильма была в 1921 году) и могли быть однократно продлены ещё на 28 лет (что было сделано в 1948 году). В 1977 году фильм неизбежно переходил в общественное достояние, единственным способом для Чаплина сохранить авторские права на свою лучшую картину, было выпустить её заново.
Уже в то время это был распространённый приём продления или передачи авторских прав на творческие произведения, которые продолжали приносить доход. Заручившись разрешением автора (или будучи им самим), в период до окончания действия авторских прав требовалось издать обновлённую (отреставрированную) версию произведения, взяв за основу оригинал и внеся в него изменения или дополнения (чтобы оно могло считаться самостоятельным произведением), затем повторно зарегистрировать его в Бюро авторского права.
- «Малыш» получил звуковую дорожку с музыкальным сопровождением, которое было написано специально для фильма самим Чаплином, лейтмотивом картины стала цитата из Шестой симфонии Чайковского.
- Длительность фильма была сокращена с 68-ми минут до 53-х.
- Из фильма было удалено несколько сцен с участием матери Малыша, которые Чаплин посчитал слишком сентиментальными или непонятными для современных зрителей (Мать Малыша наблюдает за молодожёнами, Попытка Матери Малыша свести счёты с жизнью на мосту, Мать Малыша возвращается к оставленному ребёнку)[8]. Если зрители в 1921 году приняли фильм без вопросов, современная зрительская аудитория обязательно задала бы вопрос: «Если Мать Малыша передумала оставлять ребёнка, почему она не разыскала его?». Так что её роль в начале фильма была сокращена до минимума.
- Оригинальные титры были заменены на более аккуратные.
- Фильм был тщательно оптимизирован в соответствии с требованиями того времени для показа в современных кинотеатрах.

Чаплин привёз эту версию фильма с собой, когда после длительного отсутствия приехал в США для участия в церемонии награждения Оскар. Картина была представлена зрителям на специальном вечере 4 апреля 1972 года в Филармоническом зале Линкольн-центра, в Нью-Йорке.
Эта версия фильма известна большинству современных зрителей, она демонстрировалась на телевидении и была выпущена позже на видеокассетах и лазерных компакт-дисках.
Правообладателем этой версии фильма является компания «Roy Export S.A.S».

### Цифровые версии
С развитием компьютерных технологий обработки изображений в XXI веке фильм «Малыш» неоднократно оцифровывался и выпускался на лазерных компакт-дисках. Каждая подобная версия фильма может быть защищена отдельным авторским правом как результат художественной обработки изображений.
В 2016 году компания Criterion Collection выпустила DVD Blu-Ray диск с отреставрированной версией фильма «Малыш» в формате 4K (1080p/24hz). Оцифровка для этого проекта была произведена с модифицированного Чаплином релиза 1971 года и частично с оригинальной 35-миллиметровой киноплёнки 1921 года, предоставленной итальянским киноархивом Cineteca di Bologna в сотрудничестве с компанией «The Roy Export», при этом было сохранено оригинальное соотношение сторон экрана 1.33:1. У зрителей также появилась возможность взглянуть на вырезанные Чаплином эпизоды и оригинальные титры, которые были приложены к диску отдельными видео, в том числе и множество дополнительных интервью и архивных материалов.

## Значение
«Малыш» — в основе своей народная сказка о несчастной матери, бросившей своего ребёнка, о нищем, его усыновившем и сберёгшем от зла.
- Фильм стал этапным и для творчества Чаплина, и для всего немого кинематографа. Это был первый полнометражный авторский фильм Чаплина, доказавший, что его стилистика и постановочный подход вполне способны существовать не только в привычном для публики коротком метре. Комедийные эпизоды сочетались в фильме с лирикой, драматизмом сюжета, жёсткой социальной критикой и метафорическими кадрами.
- Чаплину удалось реалистично показать жизнь городских «низов» и привлечь внимание общественности и законодателей к этой проблеме. Фильм сработал как катализатор, запустивший давно созревшие в стране процессы на изменение сложившейся ситуации.
- Чаплин смог убедить руководство «First National», что с каждым годом съёмки фильмов требуют всё больших расходов времени и денег. Ассоциация учла пожелания Чаплина, за следующие фильмы в рамках их совместного контракта она выплачивала ему на $100 000 больше — по $225 000, а также определённый процент от выручки с реализации картины в прокате[16][30]. Эта схема сотрудничества в будущем активно применялась многими киностудиями, когда режиссёру выплачивалась не фиксированная сумма, а компенсировались расходы за съёмку картины, основной же доход обе стороны получали в виде заранее согласованного процента от выручки с реализации фильма в прокате.
- Этим же фильмом Чаплин фактически создал Джеки Кугана как актёра, реализовав в нём вариацию своего самого успешного образа, маленького бродяги, с улыбкой на лице встречающего несправедливости современного мира. Этот образ был даже сильнее оригинального, поскольку исполнялся ребенком. Сюжетная линия, давившая на чувства и жалость зрителей, использовалась и в большинстве следующих картин с участием Джеки, где он всегда играл главные роли. Не успел «Малыш» выйти на экраны, а Джеки уже снялся в новом фильме (Пеков Шалопай) и был задействован в ещё одном (Мой мальчик). На следующий же день после премьеры «Малыша» Джеки проснулся знаменитостью. Фильм вызвал большой общественный интерес к маленькому актёру, многие были уверены, что Чаплин взял ребёнка с улицы и высказывали готовность стать приёмными родителями для него. Настоящие родители мальчика умело воспользовались ситуацией, извлекая прибыль практически с каждого шага Джеки: бесконечных интервью, статей, фотосъёмок, рекламы и даже с продажи брендовых товаров в образе «Малыша». Дальнейший успех Джеки обеспечил его отец, у которого открылись невероятные организаторские и предпринимательские способности, — оставив сцену, он посвятил себя полностью строительству карьеры своего сына. Исполняя роли персонального агента, кинооператора, менеджера, продюсера и сценариста, он в первый же год превратил Джеки Кугана в узнаваемого киноидола и даже в кинематографический бренд. Режиссёры вставали в очередь, чтобы подписать с ним контракт, а киностудии боролись за право снять его в своих фильмах на закрытых конкурсах. Через пару лет родители мальчика зарегистрировали корпорацию и сами снимали фильмы, а их миллион-доларовый контракт с «Metro Pictures» позволил сказать, что Джеки превзошёл даже своего учителя, Чаплина[15]. Успех, правда, продлился недолго и закончилось всё печально, — повзрослевший Джеки потерял коммерческую привлекательность и был всеми забыт, а заработанные им в детстве деньги прибрали к рукам его родители. Оставшись без работы и каких-либо перспектив, потеряв отца в автокатастрофе, он был вынужден судиться со своей матерью, которая попала под влияние их бывшего менеджера и отказалась возвращать его деньги, которые на тот момент оценивались в $4 000 000 (более $50 000 000 в пересчёте на современные деньги). Но главным предателем юного миллионера оказался сам закон, согласно которому Джеки не имел никаких прав на деньги, заработанные в детстве, да и большая их часть к тому времени уже была растрачена. Ситуация, в которую попал Джеки, положила юридическую основу по работе с детьми-актёрами (Акт Кугана), и сегодня о Джеки и его съёмках в фильме «Малыш» вспоминают каждый раз, когда подписывают контракт на привлечение очередного ребёнка к творческим работам. Джеки продолжал сниматься в кино и на телевидении до конца жизни, преимущественно в незначительных ролях и в эпизодах, во взрослом возрасте он запомнился зрителям своей ролью Дяди Фестера в популярном ситкоме 1960-х годов, Семейка Аддамс.
- Роль ангела-соблазнительницы в райском эпизоде сыграла 12-ти летняя Лиллита Макмюррей (Лита Грей), которая через 5 лет станет второй женой Чаплина. В 1924 году Чаплину пришлось жениться на ней из-за её беременности. В 1927 году, когда Чаплин работал над фильмом Цирк, Лита начала бракоразводный процесс и, фактически, повторилась история с первой женой Чаплина, Милдред Харрис и фильмом «Малыш». Чтобы избежать ареста ещё незавершённой картины, Чаплину пришлось вывезти киноплёнку за пределы Калифорнии и монтировать её на частной киностудии по уже отработанной схеме.
- Чаплин в своей книге «My life in pictures», выпущенной в 1974 году, утверждал, что этот фильм был частично автобиографическим, в котором он отразил воспоминания своего детства: «Эта комната [лачуга Бродяги] во многом была основана на тех местах в Ламбете и Кеннингтоне, где мы с Сидни жили с нашей матерью, когда были детьми. Возможно, поэтому в фильме была доля правды.»[43].
- «Малыш» стал одним из самых известных произведений Чаплина. В декабре 2011 года фильм включён в Национальный реестр фильмов США, как «имеющий большое культурное, историческое или эстетическое значение»[44]. Даже сегодня общественный интерес к этому фильму не ослабевает, его часто показывают на культурных мероприятиях и международных кинофестивалях[45].